# Gauciel
Gauciel is een gemeente in het Franse departement Eure (regio Normandië) en telt 422 inwoners (1999). De plaats maakt deel uit van het arrondissement Évreux.

## Geografie
De oppervlakte van Gauciel bedraagt 7,7 km², de bevolkingsdichtheid is 54,8 inwoners per km².
De onderstaande kaart toont de ligging van Gauciel met de belangrijkste infrastructuur en aangrenzende gemeenten.

## Demografie
Onderstaande figuur toont het verloop van het inwonertal (bron: INSEE-tellingen).